# Royal Naval Air Service
Royal Naval Air Service (RNAS, Królewska Służba Lotnicza Marynarki Wojennej) – dawna brytyjska formacja lotnictwa morskiego istniejąca w latach 1914–1918, podlegająca marynarce wojennej (Royal Navy). Po połączeniu z Royal Flying Corps dała początek współczesnym siłom powietrznym – Royal Air Force.

## Historia
Brytyjska marynarka wojenna pierwsze eksperymenty z użyciem statków powietrznych rozpoczęła w 1903 roku, poczynając od latawców, balonów i sterowców. W składzie utworzonego w 13 kwietnia 1912 roku Royal Flying Corps (RFC) znalazły się dwa skrzydła – lotnictwo wojsk lądowych (Military Wing) oraz lotnictwo marynarki (Naval Wing). 1 lipca 1914 roku to drugie zostało wydzielone z RFC i przekształcone w osobną formację – Royal Naval Air Service, która podlegała bezpośrednio Admiralicji. W jej skład weszło 55 wodnosamolotów, 40 samolotów bazowania lądowego, 7 sterowców i 655-osobowa kadra, w tym 111 oficerów.
Wybuch I wojny światowej, do której Wielka Brytania przystąpiła 4 sierpnia 1914, przyczynił się do szybkiego rozwoju formacji. Do głównych zadań wypełnianych przez RNAS należały zwalczanie okrętów podwodnych i sterowców, w tym naloty na bazy, z których owe operowały, oraz działania zwiadowcze.
1 kwietnia 1918 roku RNAS i RCF zostały połączone w Royal Air Force, siły powietrzne niezależne zarówno od wojsk lądowych jak i marynarki. W momencie rozwiązania RNAS liczyło 2949 samolotów, 66 sterowców, 55 000 osób kadry i 126 baz wojskowych. W działaniach wojennych zginęło 795 żołnierzy RNAS.
Do koncepcji osobnej formacji lotnictwa morskiego powrócono w 1924 roku wraz z utworzeniem Fleet Air Arm, początkowo jednostki w ramach Royal Air Force, od 1939 roku podlegającej Royal Navy.